# Ngoné Dièye
Pour les articles homonymes, voir Dièye.
La linguère Ngoné Dièye  (ou Lingeer Ngoone Jèey en Wolof) du Royaume du Saloum, fondatrice de la Dynastie maternelle Geej (ou Guedj) du Cayor et du Baol, est la mère de Lat Soukabé,. Elle était une princesse wolof du Baol de la famille Dièye, en provenance de Gandiole.
En 1697, André Brue établit une relation de confiance avec la linguère Ngoné Dièye.
Pour établir une correspondance, elle lui envoya un jeune parent, en le priant de le garder auprès de lui, jusqu'à ce qu'il eût appris à parler et écrire la langue française. Ce jeune homme plein d'esprit et de bonne volonté, fut instruit en quelques mois.
André Brue le fit habiller proprement et lui donna un fusil, un sabre, une sagaie, un coffre et des hardes pour le longtemps et le renvoya avec de très beaux présents.
Ils eurent une correspondance active et secrète.
Tandis qu'elle blâmait son fils le Prince Lat Soukabé Ngoné Dièye Fall 14e Damel du Cayor, de ses excès et de ses emportements, elle lui demandait d'oublier ses injures et de pardonner ses fautes. Elle servait ainsi de médiatrice, et ses négociations furent souvent utile à André Brue, qu'elle considérait comme son enfant.